# Okręg przemysłowy Itabira
Okręg przemysłowy Itabira - okręg przemysłowy we wschodniej Brazylii w stanie Minas Gerais, na obszarze Wyżyny Brazylijskiej. Główny w Brazylii ośrodek wydobycia i hutnictwa rud żelaza. Eksploatacja prowadzona jest metodą odkrywkową.